# باکس کانیون-آمیستاد (تگزاس)
باکس کانیون-آمیستاد (به انگلیسی: Box Canyon-Amistad) یک منطقهٔ مسکونی در ایالات متحده آمریکا است که در شهرستان وال ورده، تگزاس واقع شده‌است. باکس کانیون-آمیستاد ۱۰٫۴ کیلومتر مربع مساحت و ۷۶ نفر جمعیت دارد.